# Ocean Pines
Ocean Pines é uma Região censo-designada localizada no estado americano de Maryland, no Condado de Worcester.

## Demografia
Segundo o censo americano de 2000, a sua população era de 10.496 habitantes.

## Geografia
De acordo com o United States Census Bureau tem uma área de
24,1 km², dos quais 17,6 km² cobertos por terra e 6,5 km² cobertos por água.

## Localidades na vizinhança
O diagrama seguinte representa as localidades num raio de 12 km ao redor de Ocean Pines.